# Halmaherasjön

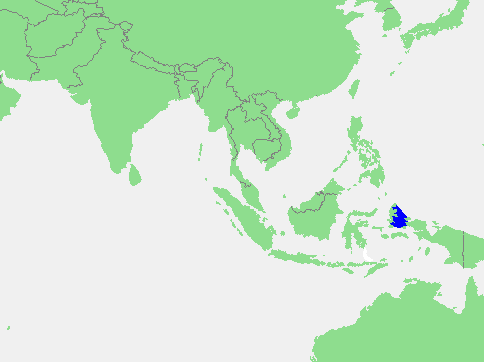
Halmaherasjöns läge i Sydostasien.

Halmaherasjön är ett 95 000 km² stort regionalt hav i den centrala östra delen av Australasiatiska medelhavet. Det gränsar till Stilla havet i norr, Halmahera i väst, Pulau Waigeo och Irian Jaya i öst samt Seramsjön i syd.